# Wir sind des Geyers schwarzer Haufen
Wir sind des Geyers schwarzer Haufen (in italiano "Noi siamo le truppe nere di Geyer") è un canto popolare tedesco composto dopo la prima guerra mondiale. Il brano tratta, glorificandole, le gesta del capo contadino Florian Geyer e del suo Battaglione Nero, un esercito di contadini di Odenwald, durante la guerra dei contadini tedeschi del XVI secolo. La canzone, creata nell'ambiente della Bündische Jugend, è stata cantata da molti gruppi diversi e usata più volte come canzone di battaglia politica, ad esempio durante il nazionalsocialismo e nella Repubblica Democratica Tedesca.

## Storia
Il testo della canzone è stato scritto intorno al 1920 nei circoli della Bündische Jugend utilizzando parti del poema Ich bin der arme Kunrad di Heinrich von Reder (1885) mentre la melodia è di Fritz Sotke (1919). Stilisticamente, il testo si basa sulle rivendicazioni e sulla retorica dei contadini durante le guerre contadine ed è evidente una tendenza anticlericale.
Il testo nella sua interezza consta di 13 strofe a rima baciata più un ritornello che viene cantato dopo ogni strofa. La canzone è stata cantata popolarmente da gruppi rivoluzionari di destra e di sinistra nel periodo tra le due guerre ed è stata usata dal nazionalsocialismo. In tale ambito, era annoverata anche tra i canti ufficiali delle SS, che ebbero anche una divisione di cavalleria intitolata alla figura di Florian Geyer. Dopo il 1956,  il brano fu incluso tra le canzoni ufficiali della Nationale Volksarmee (NVA) della Germania dell'Est. Molto spesso i libri di canzoni  riportano solo alcune strofe del canto e queste possono essere in forma edulcorata. Per esempio, al posto del tetto del monastero che il canto originale invita ad incendiare si può trovare semplicemente il riferimento ad un tetto generico oppure ad un tetto del cavaliere, in entrambi i casi privi del motivo anticlericale del testo originale. Nel dopoguerra, la canzone è stata interpretata da Heino. Band medievali come Die Streuner, Van Langen e Die Schnitter includono la canzone nel loro repertorio in diverse forme. Inoltre, sia la band comunista Commandantes che la band black metal neonazista Absurd hanno dato una propria interpretazione del canto che per loro ha forte valenza politica.

## Testo

### Tedesco[8]
Wir sind des Geyers schwarzer Haufen, heia hoho,
und wollen mit Tyrannen raufen, heia hoho.
Ritornello: Spieß voran, drauf und dran,
setzt auf’s Klosterdach den roten Hahn!
Wir wollens dem Herrn im Himmel klagen, kyrieleys,
daß wir den Pfaffen nicht dürfen totschlagen, kyrieleys.
Uns führt der Florian Geyer an, trotz Acht und Bann,
den Bundschuh führt er in der Fahn’, hat Helm und Harnisch an.
Als Adam grub und Eva spann, kyrieleys,
wo war denn da der Edelmann? kyrieleys.
Des Edelmannes Kindelein, heia hoho,
das schicken wir in die Höll’ hinein, heia hoho.
Des Edelmannes Töchterlein, heia hoho,
soll heute uns’re Buhle sein, heia hoho.
Nun gilt es Schloß, Abtei und Stift, heia hoho,
uns gilt nichts als die Heil’ge Schrift, heia hoho.
Das Reich und der Kaiser hören uns nicht, heia hoho,
wir halten selber das Gericht, heia hoho.
Ein gleich’ Gesetz das wollen wir han’, heia hoho,
vom Fürsten bis zum Bauersmann, heia hoho.
Wir woll’n nicht länger sein ein Knecht, heia hoho,
Leibeigen, frönig, ohne Recht, heia hoho.
Bei Weinsberg setzt es Brand und Stank, heia hoho,
gar mancher über die Klinge sprang, heia hoho.
Sie schlugen uns mit Prügeln platt, heia hoho,
und machten uns mit Hunger satt, heia hoho.
Geschlagen ziehen wir nach Haus, heia hoho,
uns’re Enkel fechten’s besser aus, heia hoho.

### Traduzione
Noi siamo le truppe nere di Geyer, heia hoho,
e vogliamo azzuffarci coi Tiranni, heia hoho.
Ritornello: Punta le alabarde, vai avanti,
dai fuoco al tetto dell'abbazia!
Padre nostro che sei nei cieli, ti chiediamo, kyrieleys,
perché non possiamo uccidere i preti, kyrieleys.
E siamo guidati da Florian Geyer, fuorilegge e scomunicato,
porta il Bundschuh sulla bandiera, indossa l'elmo e l'armatura.
Quando Adamo scavava e Eva filava, kyrieleys,
dov'era allora il nobile? kyrieleys.
Il figlio del nobile, heia hoho,
lo manderemo dritta all'inferno, heia hoho.
La figlia dei nobili, heia hoho,
sarà la nostra amante oggi, heia hoho.
Ora niente più abbazia o signore del castello, heia hoho,
applichiamo solo le Sacre Scritture, heia hoho.
L'impero e l'imperatore non ci ascoltano, heia hoho,
Ci facciamo da soli i nostri tribunali, heia hoho.
Vogliamo la stessa legge, heia hoho,
dal principe al contadino, heia hoho.
Vogliamo che non ci sia più servitore, heia hoho,
Schiavo, servo senza diritti, heia hoho.
A Weinsberg c'è fuoco e puzza, heia hoho,
alcuni sono stati persino uccisi, heia hoho.
Ci hanno dato la fustigazione, heia hoho,
e ci ha fatto morire di fame, heia hoho.
Picchiati torniamo a casa, heia hoho,
i nostri nipoti combatteranno meglio, heia hoho.

## Link internet
- Partitura del coro Botho Lucas - Video di YouTube